# Umaro Sissoco Embaló
Umaro Sissoco Embaló (Bissau, 23 september 1972) is een Guinee-Bissaus politicus. Sinds februari 2020 is hij de president van Guinee-Bissau. Eerder, van november 2016 tot januari 2018, diende hij als premier.

## Biografie
Umaro Sissoco Embaló studeerde internationale betrekkingen aan de Technische Universiteit van Lissabon en doctoreerde vervolgens aan de Complutense Universiteit van Madrid.
Op 18 november 2016 werd hij door toenmalig president José Mário Vaz benoemd tot premier van Guinee-Bissau. Beiden waren op dat moment actief voor de PAIGC. Na onenigheden tussen de twee trad Embaló in januari 2018 af. In hetzelfde jaar splitsten vijftien leden van de PAIGC zich af en vormden de partij Madem G15 (Portugees: Movimento para Alternância Democrática), waarbinnen Embaló een belangrijk figuur werd. Hij leidde de partij bij de presidentsverkiezingen van 2019, die uitliepen op een strijd met PAIGC-kandidaat Domingos Simões Pereira, eveneens een oud-premier. Embaló vergaarde ruim 53% van de stemmen en claimde de overwinning, maar werd door de PAIGC beschuldigd van verkiezingsfraude. Zijn overwinning werd verworpen door een meerderheid van het parlement. Parlementsvoorzitter Cipriano Cassamá werd benoemd als vervangend president, maar deze legde de taak na één dag weer neer. Embaló benoemde Nuno Gomes Nabiam als premier, terwijl de vorige premier Aristides Gomes weigerde ontslag te nemen.
Sissoco Embaló spreekt naast zijn moedertaal Portugees ook Spaans, Frans en Arabisch.